# Jardín botánico Devonian
El Jardín botánico Devonian (o en inglés: Devonian Botanic Garden de acrónimo ALTA ), es un jardín botánico e invernadero con una extensión de 80 acres (30 hectáreas) a las que hay que sumar 160 acres (65 hectáreas) de zona de vegetación natural preservada, situado norte de Devon, Canadá (provincia de Alberta).  
Es miembro del BGCI, y presenta trabajos para la Agenda Internacional para la Conservación en los Jardines Botánicos.
El código de identificación del Devonian Botanic Garden como miembro del "Botanic Gardens Conservation Internacional" (BGCI), así como las siglas de su herbario es ALTA.

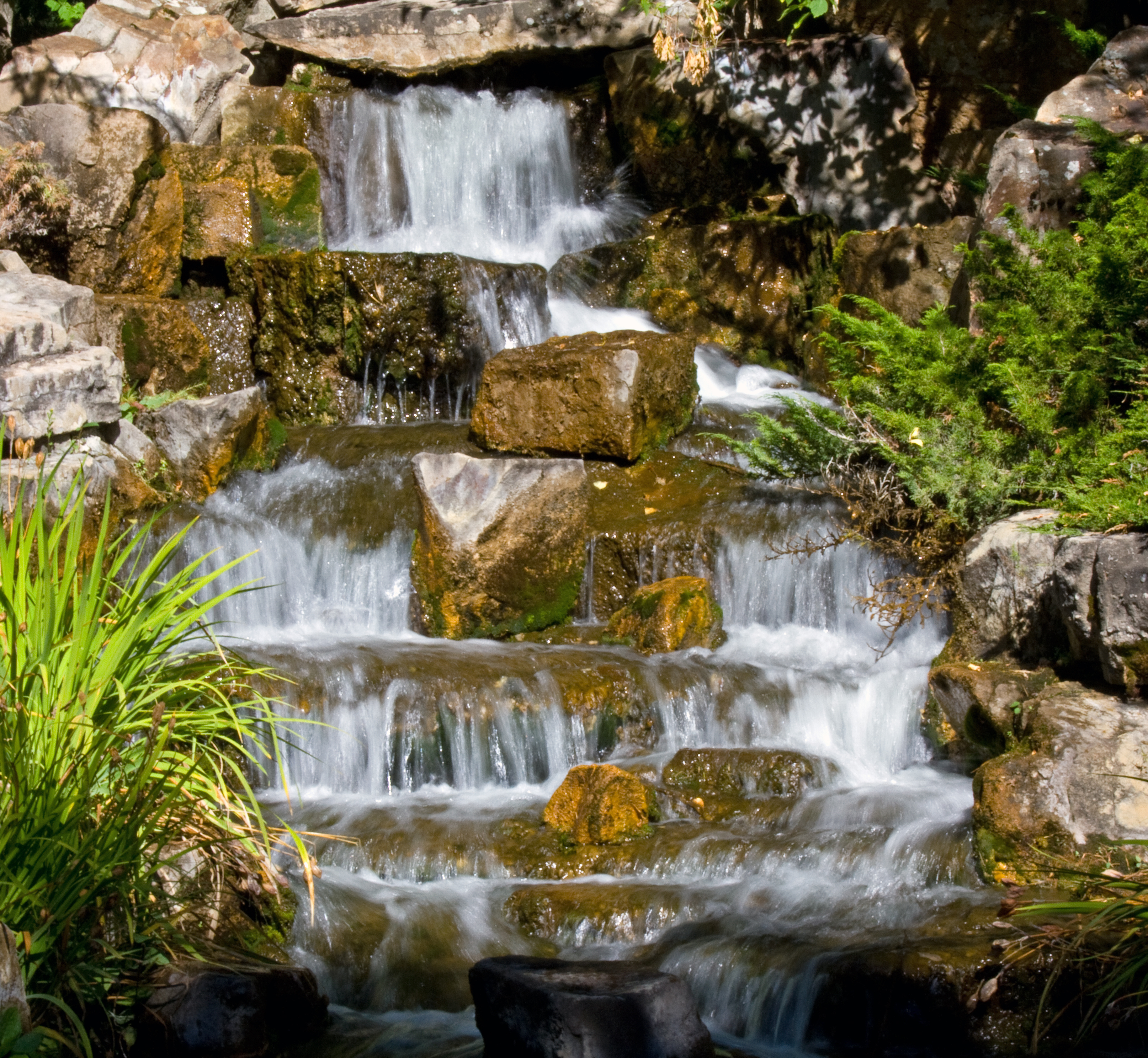
Una cascada en el jardín botánico.

## Localización
El Devonian Botanic Garden se encuentra a 30 minutos de Edmonton en la parte norte de Devon. Ubicado sobre un terreno arenoso de 12.000 años de edad de costa de duna de arena del pre-glacial lago Edmonton.
Devonian Botanic Garden University of Alberta Highway 60 Edmonton Alberta T6G 2E1, Canadá.
Planos y vistas satelitales.53°24′29.16″N 113°45′24.48″O / 53.4081000, -113.7568000
El jardín está abierto 7 días a la semana, desde la salida del sol hasta el ocaso de 9am a 5pm diariamente de mayo hasta octubre.
El jardín cuenta con un presupuesto anual de aproximadamente $3 millones. Hay 11 miembros del personal de tiempo completo, incluyendo 4 cargos académicos, hasta 60 empleados temporales y contratados y 150 voluntarios.

## Historia
Este jardín botánico es el más septentrional de Canadá y fue establecido en 1959 por la Universidad de Alberta.
La asociación sin ánimo de lucro « The Friends of the Devonian Botanic Garden  » fue fundada en 1971 como un grupo de recaudación de fondos para apoyar las metas y objetivos del jardín. La asociación mantiene una lista de semillas de los Miembros y también produce varias publicaciones relacionadas con la horticultura.
En combinación con un mayor Memorando de entendimiento firmado entre la Universidad Aga Khan y la Universidad de Alberta en 2009, la Universidad de Alberta ha solicitado a Su Alteza Aga Khan para desarrollar un jardín islámico dentro de los terrenos del Jardín Botánico Devonian. Esta petición ha sido aceptada y los trabajos preliminares han comenzado.

## Colecciones
Las colecciones del jardín se exhiben en varias secciones, así:
- Alpinum
- Jardín de hierbas
- Colección de Peonias
- Colección de Primulas
- Colección de Iris,
- Colección de plantas de Alberta,
- Native People's garden, jardín de los indígenas amerindios, jardín de plantas medicinales de las que utilizaban los indígenas de la zona como remedios curativos.
- Heritage Plants garden (Jardín de plantas de la herencia), jardín con las plantas que trajeron consigo los colonos europeos cuando se asentaron en estas tierras.
- Kurimoto Japanese Garden, jardín japonés
- Islamic Garden (Jardín islámico) es el mayor desarrollo del jardín botánico con un incremento de 9 acres entre el 2013 y 2015.
- Invernaderos con 4 estructuras de exhibición.
- Debido a su conexión con la Universidad de Alberta, se lleva a cabo una amplia investigación por el personal del centro en áreas como la ecología de las briofitas y la biodiversidad, la conservación de las plantas, y la taxonomía de los microhongos.
- Herbarium, un herbario totalmente digitalizado contiene una gran colección de especímenes de briofitas que se utiliza para la investigación y la enseñanza, así como de plantas hortícolas cultivadas en el jardín.